# 2024年大韓民国非常戒厳令
2024年大韓民国非常戒厳令（2024ねんだいかんみんこくひじょうかいげんれい、ハングル: 2024년 대한민국 비상계엄; ハンチャ: 2024年大韓民國非常戒嚴）または十二・三事件（じゅうにさんじけん、ハングル: 12.3 사태; ハンチャ: 十二三事態：シビサムサテ）、十二・三内乱（じゅうにさんないらん、ハングル: 12.3 내란 / 십이삼 내란; ハンチャ: 十二三內亂：シビサムネラン）は、2024年12月3日に大韓民国（韓国）で宣布された「非常戒厳（ピサンゲオム、ハングル: 비상계엄; ハンチャ: 非常戒嚴）」による一連の騒動のことである。
2024年12月3日午後10時23分、韓国大統領の尹錫悦は緊急のテレビ演説を開始し、10時28分に「非常戒厳」を宣言した。演説の中で、尹は韓国の主要野党の共に民主党が朝鮮民主主義人民共和国（北朝鮮、韓国では「北韓」と呼称）に追従して「反国家活動」を行っていると非難した。
国会が非常戒厳令の解除を要求する決議を出席議員190人の全会一致で採択したため、憲法の規定に従い、12月4日午前4時30分に尹大統領の主宰する国務会議は「非常戒厳の解除」を決議した。事態は約6時間で無血のまま収束した。しかし、実際には非常戒厳解除要求決議の採決を妨害するために国会の閉鎖や与野党の重要議員を対象とした逮捕命令が出されていたほか、2024年4月の韓国国会総選挙で「『不正が行われたとの疑惑』に関連する捜査の必要性を判断するため」と称して、戒厳軍の一部部隊が中央選挙管理委員会の庁舎に出動したこと（後述）などから、大統領側が自己クーデターを試み、それが失敗したものと受け止められた。結果として2度の弾劾訴追案を経て、2025年4月4日に弾劾訴追案が可決された。大統領弾劾は2016年の朴槿恵大統領（当時）への弾劾議案以来3例目となる。

## 背景
保守系政党国民の力の党員で元検察総長の尹錫悦は2022年3月の大統領選挙で勝利し、大統領に就任した。
国会では野党の共に民主党が多数派であることから、尹錫悦政権は政策課題の達成に苦戦する。野党が支配する国会は、一部の検察上層部の弾劾訴追案の国会提出を繰り返したり、政府の予算案を否決したりしていた。妻の金建希は2022年6月の国会議員補欠選挙で与党候補の公認に不当に介入したとの疑惑が持ち上がっていた。また、ブランドバッグなどの受領などの疑惑も取りざたされた。そして政権高官のスキャンダルもあった。
2024年11月7日、尹は頭を下げて記者会見を始め、「私の周辺のことで国民に心配をかけた」と述べた。同月8日、世論調査会社のギャラップは調査の結果を発表。尹の支持率は就任後最低となった前回調査より2ポイント下落した17％だったと発表した。不支持率は2ポイント上昇した74％となり、最高を更新した。国民の58％が大統領の辞任もしくは弾劾を望んでいるとされた。
同年11月26日、尹は「金建希株価操作事件などの真相究明のための特別検察官法」案に対し拒否権を行使した。金建希特検法に対する拒否権行使はこれで3度目だった。尹は翌27日に行われた国民向け談話と記者会見で、当該特検法は憲法に反するものだと強調した。同月21日に公開された全国指標調査結果によると、金建希特検法について64％が賛成、26％が反対と回答していた。
国会会期中の国会議員であっても、その逮捕に国会の同意を必要とする不逮捕特権や国会の釈放要求権は、現行犯でない場合に限られる（韓国憲法第44条）。そのため、この戒厳令の場合もそうであったが、戒厳令と共に各種言論や集会活動の停止等がしばしば命じられ、その場合、国会議員であっても、戒厳令違反の現行犯として不逮捕特権の主張や国会による釈放要求自体が困難な形で逮捕される可能性も高い（本来は国会の活動には干渉できない）。憲法上の規定では、戒厳令を発動する場合、大統領は遅滞なく国会に通告しなければならず、国会の在籍議員の過半数の賛成で戒厳の解除を要求した場合は、政府はこれを解除しなければならないことになっている（韓国憲法第77条）。

## 出来事

### 非常戒厳令の宣言
韓国標準時2024年12月3日22時23分、韓国大統領の尹錫悦は緊急のテレビ演説を始め、22時28分に非常戒厳（ハングル: 비상계엄、戒厳令）を宣言した。

<前略>
親愛なる国民の皆様、私は北韓の共産勢力の脅威から自由大韓民国を守り、我が国民の自由と幸福を略奪する破廉恥な従北反国家勢力を一挙に排除し、自由憲政秩序を守り抜くため、非常戒厳を宣布します。
この非常戒厳を通じ、国家崩壊の淵にある自由大韓民国を再建し、守り抜きます。そして、これまで破壊行為を繰り返してきた亡国の元凶である反国家勢力を必ず排除します。これは体制転覆を企てる反国家勢力から国民の自由と安全、国家の持続可能性を守り、未来世代にふさわしい国を引き継ぐためにやむを得ない措置です。
私はできる限り迅速に反国家勢力を排除し、国家を正常化します。この戒厳の宣布によって、自由大韓民国の憲法価値を信じ従ってくださる善良な国民に多少の不便が生じるかもしれませんが、これを最小限に抑えるよう努めます。
このような措置は自由大韓民国の永続性を確保するためのやむを得ないものであり、大韓民国が国際社会で責任を果たし、貢献し続けるという外交方針には何ら変わりはありません。
私は大統領として国民の皆様に切に訴えます。私はただ国民の皆様を信じ、命を捧げて自由大韓民国を守り抜きます。どうか私を信じてください。
<後略>
—尹錫悦（ユン・ソンニョル）大統領,テレビ演説

全国放送された演説で、尹は閣僚を弾劾し、予算案を阻止することで「自由民主主義体制の転覆を企てている」と野党を非難した。彼は国民に自分を信じ「多少の不便」を我慢するようにも求めた。韓国で戒厳令が宣言されたのは全斗煥軍事独裁政権下の1979年以来初めてであった。尹は朴安洙陸軍参謀総長を戒厳司令官に任命した。
事態収拾後の12月5日に行われた国会国防委員会の審議では、国防部次官の金善鎬の答弁により、戒厳軍の国会への投入指示や戒厳司令官の任命など一連の措置を主導したのが国防部長官の金龍顕であることが明らかにされている。金は軍指揮官に対し「命令に応じない場合は抗命罪とする」ことも明言したとされる。
戒厳軍の逮捕リストには野党「共に民主党」の李在明代表だけでなく、与党「国民の力」の韓東勲代表や禹元植国会議長、野党「祖国革新党」代表の曺国元法務部長官、金命洙元大法院院長、市民運動の活動家など与野党官民問わず含まれていたという。また、逮捕した政治家や関係者を京畿道果川の収監施設に連行する計画もあったとされる。

### 布告令第1号
韓国標準時2024年12月3日23時、戒厳司令官で陸軍参謀総長の朴安洙は、次の事項を韓国全域に布告した:

戒厳司令部布告令（第1号）
自由大韓民国内部で暗躍する反国家勢力の大韓民国体制転覆の脅威から自由民主主義を守護し、国民の安全を守るため、2024年12月3日23:00をもって大韓民国全域に次の事項を布告する。
1. 国会および地方議会、政党活動、政治的結社、集会、デモなど、すべての政治活動を禁止する。
2. 自由民主主義体制を否定または転覆を企図するすべての行為を禁止し、フェイクニュース、世論操作、虚偽の扇動を禁止する。
3. すべての報道および出版は戒厳司令部の統制を受けるものとする。
4. 社会の混乱を助長するストライキ、怠業、集会行為を禁止する。
5. 研修医を含むストライキ中または医療現場を離脱しているすべての医療従事者は48時間以内に本業に復帰し、誠実に業務に従事すること。これに違反した場合は戒厳法により処罰される。
6. 反国家勢力などの体制転覆勢力を除く善良な一般国民が日常生活に支障をきたさないよう最大限の措置を取る。

本布告に違反した者は、大韓民国戒厳法第9条（戒厳司令官特別措置権）に基づき令状なしで逮捕、拘禁、押収・捜索を行うことができ、戒厳法第14条（罰則）により処罰されるものとする。
—2024年12月3日火曜日 戒厳司令官 陸軍大将 朴安洙（パク・アンス）,

### 抵抗の動き

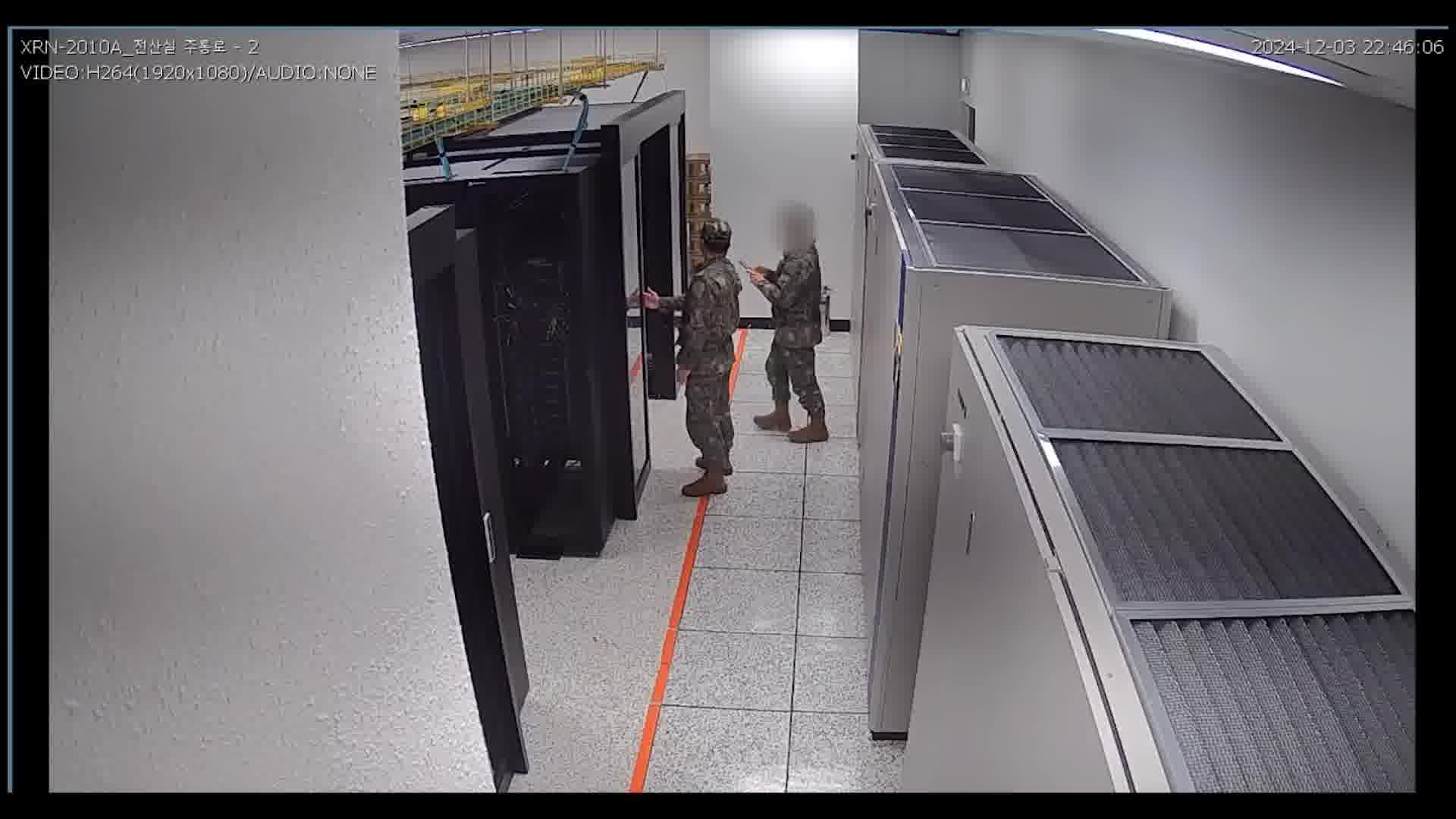
国会に侵入した兵士の様子

戒厳令布告同日夜、野党である共に民主党代表の李在明は国民に国会に集まるように呼びかけ、尹は「もはや韓国の大統領ではない」と宣言した。韓国国会には事態を知った野党議員及び反尹派を主とする与党議員やその秘書らが、呼びかけに応じた支持者らとともにいち早く集まってきた。抗議者は国会の外で警察と衝突した。国会は韓国警察のバスによって閉鎖されたが、国会議員らは強硬に中に入り込み、中には封鎖されている門を避け塀を乗り越えて議会に入っていく者もいた。議場を押さえられたことで韓国軍の特殊部隊が国会に突入したが、議員らはバリケードなどを築いたり消火器を噴射したりする等の侵入を阻止する対抗措置をとった。また、国会正門前の道路には戒厳令に反発する市民が一時4000人近く集結し「戒厳令を解除しろ」「尹錫悦を逮捕せよ」とシュプレヒコールを上げ、一時兵士と揉みあいになる場面もあった。野党「共に民主党」の広報官を務めていた安貴朎が兵士のライフル銃を必死につかんで制止しようとする様子が報道され、抵抗のシンボルのようになった。また、国会での解除要求決議の前の時点で、与党「国民の力」の韓東勲代表は「大統領の非常戒厳の措置は間違っている。国民とともに阻止する」と述べていた。

### 戒厳軍の中央選挙管理委員会庁舎への展開・占拠

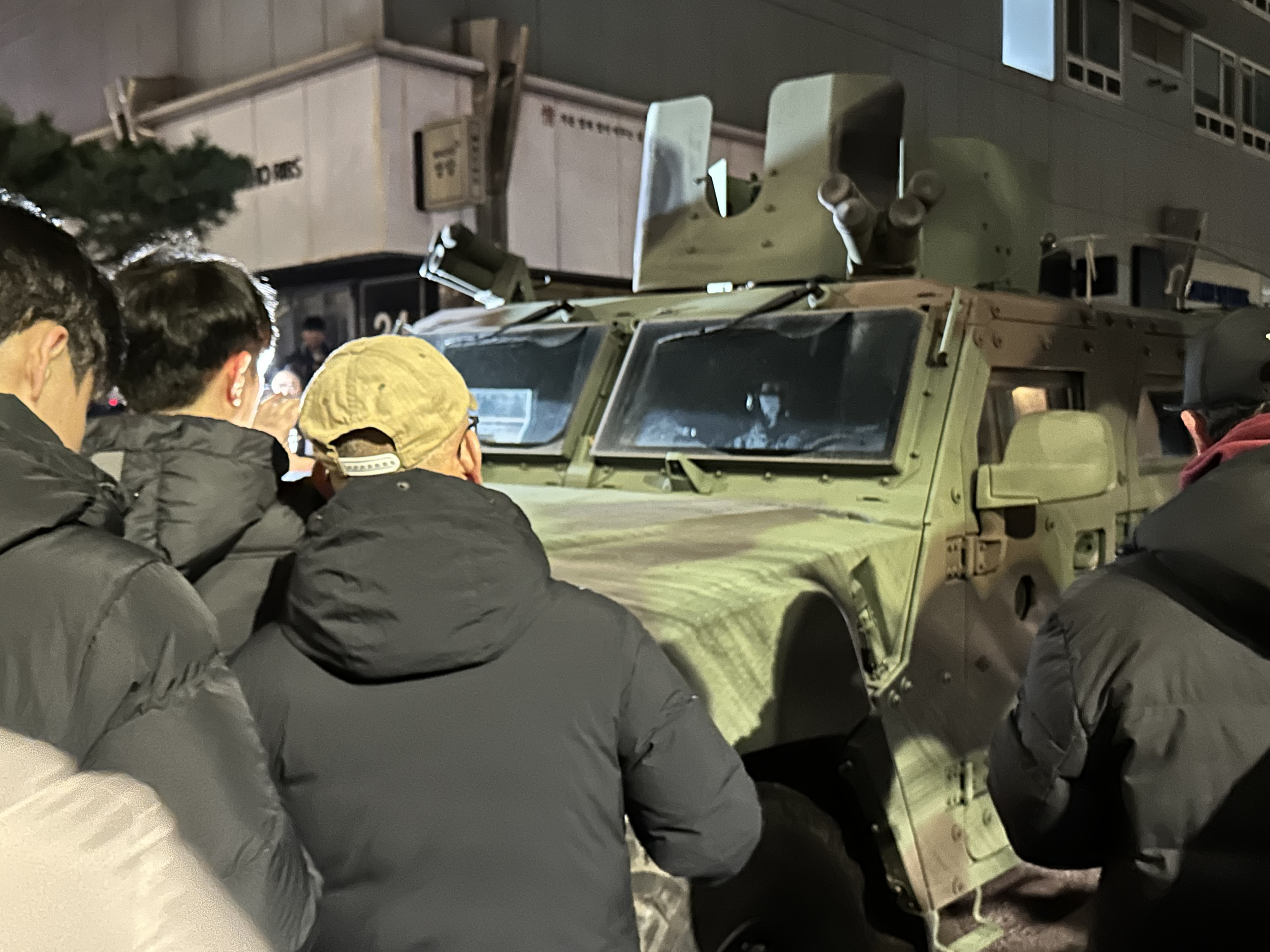
戒厳軍の軍用車の侵入を阻もうとする国民

一方、戒厳軍の一部部隊は国会議事堂よりも先に中央選挙管理委員会の庁舎など3か所の拠点に展開し、「『（2024年4月の韓国国会総選挙での）不正選挙疑惑』関連捜査の必要性を判断するため」との名目で、当直職員の携帯電話を押収し、庁舎への立ち入りを制限するなど、計3時間20分にわたって占拠した。

### 解除要求決議案の可決
戒厳令が宣言された翌4日1時過ぎ、韓国国会（定数300）は憲法第77条第5項の「国会議員の過半数が賛成して要求した場合、政府は戒厳令を解除しなくてはならない」とする規定に従い、非常戒厳の宣布に対する解除要求決議案を出席した与野党の議員190人全員の賛成投票で可決した。これを受けて、禹元植（ウ・ウォンシク）国会議長は「戒厳の宣布が無効になった」と表明し、大統領府と国防部に非常戒厳の解除要求決議が可決されたことを通告した。
国会議員約190人は4日の採決後も政府が国会解散を宣言・強行することを懸念、しばらくそのまま議場にとどまった。韓国メディアによれば、国防部は尹大統領が自ら戒厳令を解除するまでは戒厳体制を維持すると表明したという。聯合ニュースによれば、議事堂に入っていた韓国軍の兵士らは決議案採決後に議事堂から撤収したことを禹国会議長は明らかにした。

### 戒厳布告解除
12月4日4時27分、尹は国民向け談話で「国会の戒厳解除要求を受け入れ、戒厳を解除する」と述べた。4時30分、尹の主宰する国務会議は非常戒厳の解除を決議した。

国民の皆様へ、昨夜（3日）11時をもって、国家の本質的機能を麻痺させ、自由民主主義の憲政秩序を崩壊させようとする反国家勢力に立ち向かうため、私は断固たる救国の意志をもって非常戒厳を宣布いたしました。
しかし、先ほど国会から戒厳解除要求があり、戒厳業務に投入していた軍を撤収させました。直ちに国務会議を通じて国会の要求を受け入れ、戒厳を解除いたします。
<後略>
—尹錫悦（ユン・ソンニョル）大統領,国民向け談話

尹は同日朝、戒厳布告の解除を国民向け談話で発表し「国会の非常戒厳解除の要求を受け、戒厳部隊は撤収した」「私は国会の要求を受け入れ、閣議を通じて非常戒厳を解除する」と述べた。
今回の事態を受けて、同日午前の首席秘書官会議で大統領室の室長と首席秘書官が一斉に辞意を表明した。混乱に伴う引責とみられる。さらに全国務委員が辞意を示したとされる。共に民主党は、尹や国防部長官の金らを内乱罪で告発すると発表し、辞任を要求した。同日午後、野党6党は共同で尹大統領に対する大統領弾劾訴追案を国会に提出した。

### 野党による弾劾訴追案の提出
同月4日14時40分、最大野党である共に民主党と他の野党である祖国革新党・改革新党・進歩党・基本所得党・社会民主党および無所属議員1名の計191名により、尹の弾劾訴追案を国会に提出した。弾劾訴追案は翌日5日の本会議で報告、同月6～7日に採決される見通しである。
韓国の憲法では、弾劾には国会議員の過半数による発議と、3分の2以上の賛成が必要とされており、これを受けて憲法裁判所が判断を下し、判事9人のうち6人以上の賛成によって弾劾が成立する仕組みになっている。弾劾の成否が決まるまでの間、尹の大統領権限は停止され、尹が辞任するか罷免された場合、新たな選挙が行われるまで国務総理（首相）である韓悳洙が職務を代行することとなる。また、共に民主党は、尹を「反逆罪」で告発する方針であるとしている。
同月4日、尹に非常戒厳を進言した国防部長官の金龍顕が引責辞任を表明し、翌5日に尹が金の辞任を認めた。また、戒厳司令官を務めた陸軍参謀総長の朴安洙も5日に辞意を明らかにした。金に関しては内乱罪の疑いで告発されたため、韓国検察当局が出国禁止措置とした。尹は国防部長官の後任には駐サウジアラビア大使の崔秉赫の起用を決定した。国会での聴聞会を経て正式に就任することとなる。
同月5日、与党・国民の力代表の韓東勲は「4日、大統領と面談したが、今回の事態に対する大統領の認識は、私や国民の認識と大きな違いがあり、共感するのが難しかった。党代表として、尹大統領の離党を求める」とコメントしたうえで、弾劾決議案については「混乱によって生じる被害を防ぐために、成立しないように努める」と述べ、党として反対する方針を改めて示した。国会での弾劾訴追案可決には、訴追案を提出した野党のほかに国民の力から8名以上の造反者が出た場合、可決される見通しとなっている。
しかし翌6日、国民の力の韓代表は、尹が「戒厳宣布の当日に尹大統領が主要政治家などを反国家勢力であることを理由に、高校の後輩の防諜司令官に逮捕するよう指示したことや、大統領が政治家らを逮捕するため情報機関を動員したことなどを信頼できる根拠を通じ確認した」と明らかにし、そのうえで尹を続投させた場合、今回の非常戒厳のような極端な行動を再び起こす可能性があると指摘し「韓国と国民を大きな危険に陥れる恐れがある」として「大統領の早急な職務執行停止が必要」と発言した。同党は当初、国政の混乱を理由に弾劾案に反対の立場を示していたが、一転して弾劾案に賛成する方向に転じたとみられる。
同月7日、この日の夕方に弾劾訴追案が採決されることとなった。これを前にした午前中に尹大統領が生中継による国民への向けての談話を発表した。尹は非常戒厳宣布について「国民に不安と不便をおかけし、心からおわびする」と述べ、進退には言及を行わなかったが、「法的、政治的責任問題を回避しない」として弾劾決議が可決された場合は受け入れる姿勢を示した。また「私の任期問題を含む政局安定に向けた方策については党に一任する」として、与党・国民の力が任期の短縮などを求めれば、従う意向を示唆した。この談話を受けて、与党・国民の力内は一時傾いた弾劾案賛成から以前の弾劾案反対の方針を維持することとなった。夕方から始まった採決では採決前に国民の力の議員の大半が退出する形で行われた。禹元植国会議長は投票前に退出した与党議員が戻って投票を促すため、投票期限を翌8日0時48分まで延長したほか、野党議員が退出した与党議員の名前を1人ずつ読み上げたうえで投票に戻るよう促した。
今回の弾劾訴追案には戒厳宣布の件に加え、尹自身と夫人の金建希に対する様々な疑惑、2022年10月のソウル梨泰院雑踏事故での対応、さらには「いわゆる価値外交という名目で地政学的バランスを無視したまま、北朝鮮や中国、ロシアを敵視し、日本中心の奇妙な外交政策を主張し、日本に傾倒した人物を政府の要職に任命するなどの政策を展開することで、北東アジアで孤立を招き、戦争の危機を引き起こし、国家安全保障と国民保護義務を放棄してきた」という理由も含まれていた。
結局、与党側から安哲秀、金睿智、金相旭などの議員が投票に加わり、投票人数は300人中195人に達したが、同日21時半過ぎに定足数不足で採決が成立せず、弾劾案は自動的に廃案となった。野党側は弾劾案を再度提出し、尹の弾劾議決を目指すこととなり、政治空白が長期化する懸念がある。
採決が行われている国会前には尹の弾劾を求める市民デモが行われ、警察推計で約15万人が集結し、各地で抗議集会も開かれた。一方で尹を支持する保守派団体の集会も行われている。
同月8日、内乱罪で告発されていた前国防部長官の金龍顕が、検察の特別捜査本部により拘束された。また同日、尹の側近で、警察を所管する行政安全部長官の李祥敏が引責辞任した。
同日、与党・国民の力代表の韓東勲と国務総理の韓悳洙は共同で声明を出し「秩序ある大統領の早期退陣で、大韓民国と国民に与える混乱を最小化しながら安定的に政局を収拾し、自由民主主義を正す」と大統領の早期退陣へ向けて事態を収拾することを明言した。大統領の職務については「外交を含め国政に関与しない」としている。
同月12日、共に民主党は尹に対する大統領弾劾決議案を再度提出し、同月14日に採決が行われる事が決定。可決には引き続き与党から8名以上の賛成が必要となっていたが、前回から与党内からの造反者が増加しており、さらに国民の力代表の韓東勲が、尹が大統領の早期退陣に応じる様子を見せていない事を理由に弾劾案への賛成へ転ずる意思を表明したことで、弾劾案が可決される見通しとの報道が事前にあった。その一方で、前回の弾劾決議案に賛成した祖国革新党代表の曺国が、同月12日に自身の娘の不正入学疑惑に関し、公文書偽造・同行使罪や業務妨害罪などにより大法院で懲役2年の実刑判決が確定し、議員失職となったことで野党陣営の勢いが弱まる可能性も指摘されていた。
祖国革新党は同日、中央選挙管理委員会に欠員が生じた旨を通達した。先の総選挙で同党は比例代表にのみ候補者を擁立しており、韓国の公職選挙法では比例代表の議席に欠員が生じた場合、通達を受けてから10日以内に議席が充てられた政党の候補者名簿に沿って繰り上げ当選を行うよう定められていた。この規定により同月13日、同党所属の白仙姫氏が繰り上げ当選し弾劾訴追案の採決は300人全員の出席の下で行われる見通しとなった。

### 弾劾訴追案の国会通過
与野党の議員が共に出席した上で同月14日に開催された2回目の大統領弾劾訴追案の採決は300名のうち賛成204票、反対85票、棄権3票、無効8票で議席数の3分の2を超えた為弾劾訴追案が成立した事から尹の大統領職の職務停止が決定した。弾劾案の可決により大統領の職務が停止されたのは2004年の盧武鉉、2016年の朴槿恵に続く史上3例目となった。これにより憲法の規定に基づき、国務総理である韓悳洙が大統領代行を務める事となった。二度目の弾劾訴追案では、最初の弾劾訴追案に含まれていた価値外交に関する内容が削除されたほか、戒厳をめぐる新たな証言を元にした内容が追加された。
弾劾訴追案の国会可決を受け、尹大統領は談話を発表し、以下の様に述べた。談話の中で、今後の政権運営の意欲を示した。

尊敬する国民の皆様、本日（14日）、国会で弾劾訴追案が可決される様子を見ながら、私が初めて参政を宣言した2021年6月29日のことを思い出しました。
当時、この国の自由民主主義と法治は崩れ、国中に自営業者の絶望と若者たちの挫折が満ちていました。その熱い国民の切実な願いを胸に、政治の世界に飛び込みました。それ以来、一瞬たりとも休むことなく、全力で取り組んでまいりました。
<中略>
韓米日協力を復元し、グローバル外交の地平を広げるため、昼夜を問わず奔走しました。「大韓民国1号営業マン」として世界を駆け回り成果を上げるたびに、言葉では表せない大きな誇りを感じました。大韓民国の国際的な地位が高まり、安全保障と経済が強固になっていく姿に、疲れを忘れるほどでした。そして今、その辛くも幸福で、苦しくもやりがいのあった旅路を、一旦止めざるを得なくなりました。これまでの努力が無駄になってしまうのではないかという不安を感じています。
私は一旦立ち止まりますが、国民の皆様と共に歩んできた未来への旅路が、決して止まってはならないと信じています。そして、私は決して諦めません。私への叱責、励まし、応援のすべてを胸に刻み、最後の瞬間まで国家のために最善を尽くします。
公職者の皆様にお願い申し上げます。困難な時期ですが、揺るぎなく各自の役割を守り、責任を全うしてください。大統領権限代行を中心に力を合わせ、国民の安全と幸福を守るために全力を尽くしてくださるようお願いします。
そして、政界にお願い申し上げます。これ以上の暴走と対立の政治から脱却し、熟議と配慮の政治へと変わるよう、政治文化と制度の改善に力を注いでください。
愛する国民の皆様、私は国民の皆様の底力を信じています。私たち全員が力を合わせ、大韓民国の自由民主主義と繁栄のために努力しましょう。
<後略>
—尹錫悦（ユン・ソンニョル）大統領,国民向け談話

### 憲法裁判所による審議
韓国憲法裁判所（法定定数9、ただし「非常戒厳」の宣布当時は国会指名の判事3名が欠員）は12月16日に裁判官会議を開き、主審裁判官（裁判長）を尹錫悦が2023年に任命した鄭亨植（チョン・ヒョンシク）憲法裁判所判事に決め、最初の弁論準備期日を12月27日午後2時に指定すると発表した。
年が明けた2025年1月3日の憲法裁判所で行われた弾劾裁判の第2回弁論準備手続きで、野党議員で構成する国会の訴追団が一転して訴追事由から内乱罪を撤回し、戒厳令の違憲・違法性の審理に絞ると表明した。内乱罪での訴追の場合、多くの証言と証拠が必要で立証の負担も大きくなるうえに、単純に違憲性のみを問うより審理期間が数倍長くなることあり得る。訴追団の中心となっている共に民主党の思惑としては弾劾審議が長期化した場合、同党代表である李在明が自身の公職選挙法違反など複数の訴訟を抱えている事から、特に2月に予定される公職選挙法違反の控訴審判決で有罪となった場合に大統領選挙も含めて公職選挙への立候補が出来なくなる可能性があることから、尹を大統領職からできるだけ早く罷免したうえで大統領選挙に突入し、李の司法リスクを回避する目論見もあると見られている。
これに対し大統領・与党側は野党側訴追団の内乱罪の訴追除外に対し「内乱罪を除いてしまえば訴追事由の中身がなくなる。内乱罪が成立しないのならば弾劾訴追は間違っていたということになる」と反発しており、また法学者も「弾劾要件を緩和したら、いつでも大統領を弾劾できる」と危惧する意見もあるなど、尹の弾劾審議についても、両党の党利党略も絡むなど混迷を極めている。

### 野党による韓悳洙への弾劾応酬と国政の混乱
前出の通り、弾劾案可決により尹の大統領職務が停止され、国務総理の韓悳洙が大統領代行の職務に就いたが、尹の弾劾を審理する憲法裁判所の裁判官の欠員について韓が補充の任命を阻止したことから、共に民主党などの野党が反発し、12月26日に共に民主党が韓に対する弾劾決議案を提出した。翌27日に韓の弾劾決議の採決がが行われたが、大統領権限を代行する首相の弾劾訴追は前例がなく、明確な規定が存在しないことから、野党は可決ラインを過半数、与党は3分の2以上と主張したことで、基準を巡って与野党が激しく対立した。最終的に禹元植議長は採決前に「過半数の可決基準を採る」と表明したことで、与党側が抗議する混乱の中で賛成192票で韓の弾劾決議が可決され、韓についても大統領代行職務が停止される異常な事態に陥った。韓の職務代行者（尹の職務代行者の代行者）には崔相穆経済副首相兼企画財政部長官が就いた。与党は国会による弾劾訴追が無効だと訴え、憲法裁に効力停止の仮処分を申請した。共に民主党はさらに崔に対する弾劾決議も検討しているとされ、国政の混乱が続く最中、同月27日には韓国ウォンが対ドルで2008年の世界金融危機以来の最安値を記録。さらに同月29日にはチェジュ航空2216便事故が発生し、崔代行が事態収拾に追われるなど、さらなる韓国国内の混乱に拍車がかかる事態に陥っている。特に危機管理体制に関しては政府の体制に対する批判もある一方で、国難を無視して党利党略によりひたすら弾劾を繰り返して政治空白を招き、行政機能の低下をもたらしている野党（特に共に民主党）に対しても世論の批判が起き始めている。

## 検察

### 内乱容疑による関係者捜査へ
同月8日、検察の特別捜査本部は尹を内乱罪と職権乱用罪の被疑者として捜査すると表明した。同月9日、法務部は高位公職者犯罪捜査処による要請を受け、尹に対する出国禁止措置を決めた。尹については検察が内乱罪の「首魁」として見做し捜査を行う方向であるとみられる。大韓民国刑法で内乱罪は「首謀者（首魁）は死刑、無期懲役、または無期禁固に処する」とされており、特に減刑が認められれば10年以上50年以下の有期刑とされる。
同月11日、検察の特別捜査本部により身柄を拘束されていた金龍顕に対し、「証拠隠滅の恐れがある」としてソウル中央地方法院が逮捕状を発布し、検察により内乱重要任務従事と職権乱用権利行使妨害の容疑で金は逮捕された。同日、警察は趙志浩警察庁長と金峰埴ソウル地方警察庁長を内乱容疑で緊急逮捕した。その後、金龍顕が同日深夜に拘置所内で自殺を図り、未遂に終わったことが明らかになった。同月13日、趙庁長と金庁長に対しソウル中央地際が逮捕状を発布し、警察は2人を内乱容疑で逮捕した。同月14日、検察は呂寅兄国軍防諜司令官を内乱重要任務従事の疑いなどで逮捕した。同月16日、検察は第707特殊任務団など指揮下の部隊を国会に投入した郭種根、陸軍特殊戦司令官を内乱重要任務従事などの容疑で逮捕した。同日、検察は国会に兵力を送ったとして首都防衛司令部の李鎮雨司令官を逮捕した。同月17日、検察は戒厳司令官であった朴安洙を内乱の重要任務従事と職権乱用の容疑で逮捕した。また、中央選挙管理委員会の資料確保を謀議したとして、18日には情報司令官のムン・サンホと、金龍顕と近しい関係にあった元司令官で占い師のノ・サンウォンを逮捕した。
なお、合同捜査本部は尹に対して出頭要請を出しているが、尹は応じない姿勢を見せており、身柄拘束などの可能性が示唆されている。

### 憲政史上初の現職大統領の身柄拘束へ
12月に尹が3度の出頭要請を拒否したことで、同月30日、高位公職者犯罪捜査庁、警察、国防省の合同捜査本部は内乱容疑と職権乱用容疑でソウル西部地方裁判所に尹の逮捕状を請求した。翌31日、ソウル西部地裁は尹に対する逮捕状を発布した。現職大統領に対する拘束令状発布は韓国憲政史上初。ただし、捜査当局が尹の身柄拘束に踏み切った場合、尹の出頭に拒否を続けて対立している大統領警護庁との衝突も想定される。
年が明けた2025年1月3日午前、高位公職者犯罪捜査処は令状執行のため大統領公邸の敷地内へ踏み込んだが、大統領警護処長が大統領警護法を根拠に捜索と尹の拘束拒否を通告。令状執行を図る高位公職者犯罪捜査処に対し、執行阻止を図る大統領警護処とその指揮下にある陸軍首都防衛司令部第55警備団が対峙しており、令状が執行できない状態が続いたため、約5時間半後の同日13時半頃、高位公職者犯罪捜査処は令状執行を断念した。
同月12日、警察が大統領警護庁の金声勲次長に対し、尹の逮捕状執行を妨害した容疑で逮捕状発行を検察に申請した。また、高位公職者犯罪捜査処は尹の逮捕状を執行する際に協力を求める文書を同月12日大統領警護処と国防省に発送したと発表した。この文書には警護処職員や将兵が逮捕状執行を妨害した場合、特殊公務執行妨害、特殊公務執行妨害致傷、職権乱用権利行使妨害などの容疑を適用すると警告し、公務員資格喪失、再任用制限、公務員年金の受領を制限する可能性などを示唆し、牽制する内容となっている。一方で警護処内でも逮捕状の執行阻止の方針を巡り、幹部内で対立が見られると報じられている。
同月15日、高位公職者犯罪捜査処・警察の合同捜査本部は大統領公邸に入り、尹に対する拘束令状を執行した。一時尹の支持者や与党議員などと警察との小競り合いも生じたが、尹は大統領警護処の車両でソウル市内の公捜処庁舎に出頭した。尹は出頭前に国民向けのビデオメッセージで「韓国の憲法と法体系を守らなければならない大統領として、このように違法で無効な手続きに応じるのは、これを認めるのではなく望ましくない流血事態を防ごうという思いに過ぎない」と話した。また、同月3日の執行を阻んだ特殊公務執行妨害などの疑いで、警護部隊を指揮する警護処長代行の金声勲の身柄も拘束した。同月26日、検察は尹を内乱罪で起訴した。5月1日、罷免により尹の現職大統領としての不訴追特権が失われたことを受け、検察は尹を職権乱用罪で追起訴した。
弾劾裁判が開かれて以降に別の姿が見えてきて国民の反応が大きく違ってきた事件であるが、項目を分けて編集が行われやすいため、同カテゴリー各新項目を適宜参照すること。

## 影響
この発表を受け、大韓民国ウォンの価値は1ドルあたり1,423ウォンまで下落し、2年1ヶ月ぶりの安値となった。
韓国最大の労働組合「全国民主労働組合総連盟（KCTU）」は4日、尹が退陣するまで無期限のストライキを行うと宣言した。
尹の側近である大統領府の秘書室長・鄭鎮碩（チョン・ジンソク）や国家安保室長・申源湜（シン・ウォンシク）などが4日、辞意を表明した。但し、これが受理されるかは不明である。

## 反応

### 韓国国内

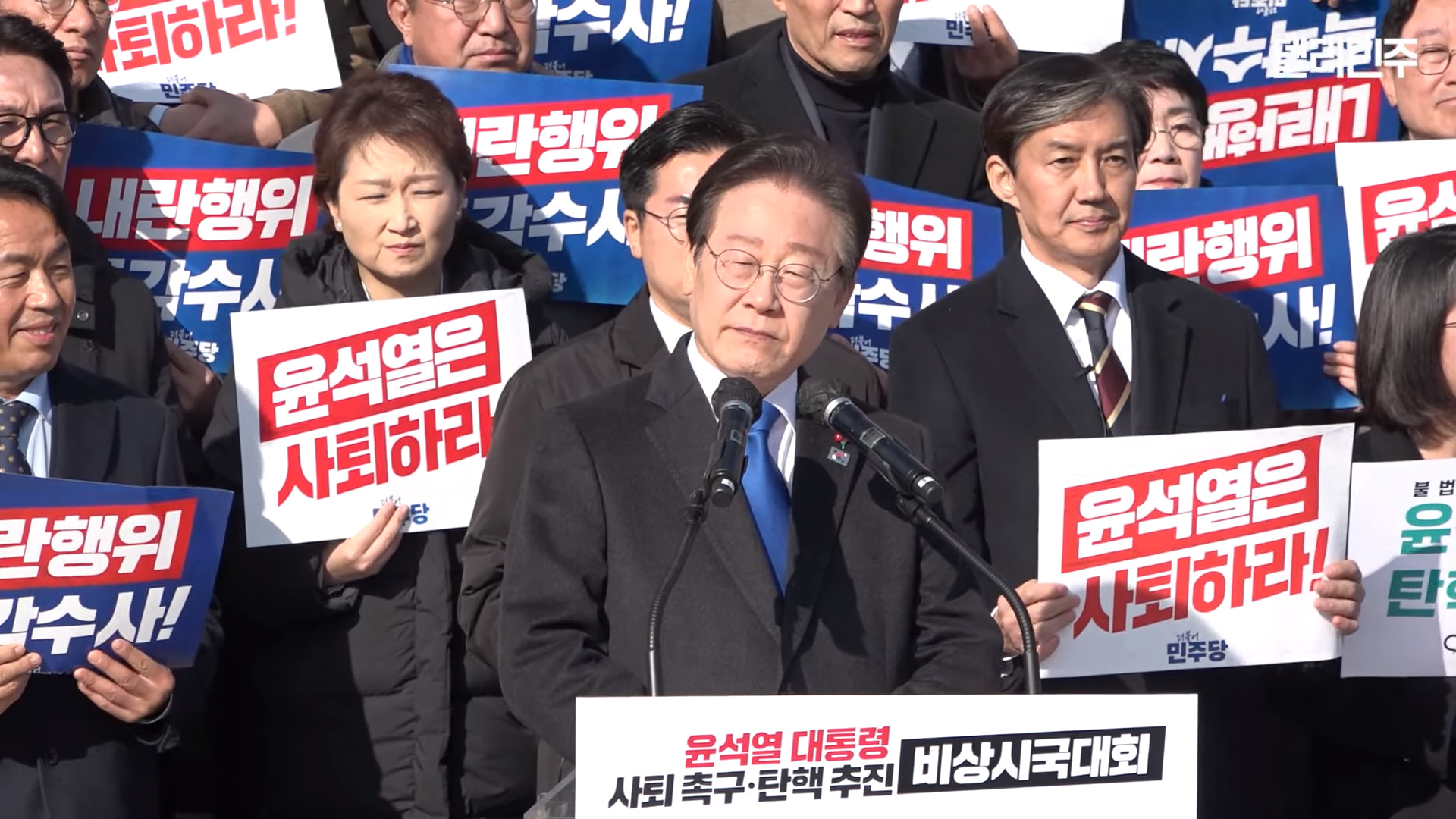
抗議集会を主催する李在明（中央）と曹国（右）

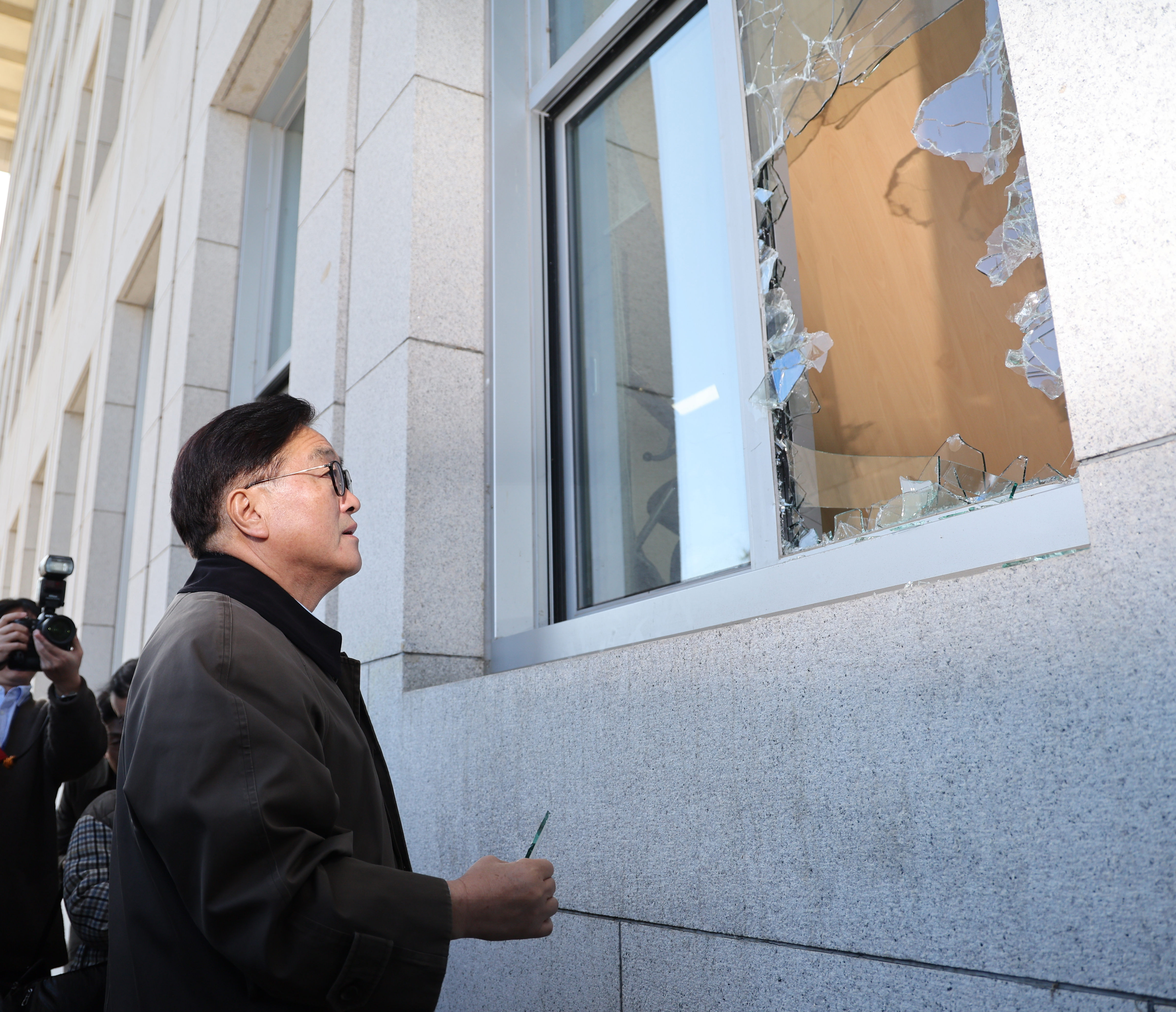
戒厳令翌日、国会の破壊状況を確認する禹元植国会議長

韓国国内では与野党ともに戒厳令には反対の立場を表明し、国会でも戒厳令解除を全会一致で決議した。
国民の力代表の韓東勲は「非常戒厳令は間違っている。国民と共に阻止する」と述べ、この戒厳令に反対した。共に民主党傘下の仁川広域市党は、この戒厳令を「尹独裁時代」の始まりだと批判した。また野党・共に民主党は声明で非常戒厳の宣布は「いかなる要件も守っておらず、明白な憲法違反だ」「国民を愚弄し、民主主義を踏みにじった」と糾弾し、尹に辞任を要求。応じなければ国防部長官の金龍顕、行政安全部長官の李祥敏らと共に内乱罪で告発し、弾劾手続きを開始すると表明した。
2024年のノーベル文学賞を受賞した作家の韓江は6日、スウェーデンのストックホルムで開かれた受賞者による記者会見で、「2024年に再び戒厳の状況が繰り広げられたことに大きな衝撃を受けた」と話した。
世論調査機関・韓国ギャラップによれば、同月3～5日に実施した調査結果を同月6日に公表した。国内の18歳以上の有権者1001人を対象に調査し、期間全体の尹大統領の支持率は就任後で過去最低の16%であったが、戒厳令を宣布して以降の4、5日の調査では支持率は13%、不支持率80%となった。
しかし、約1か月後の韓国ギャラップの世論調査（2025年1月7～9日実施）の調査結果では、野党・共に民主党の支持率が12ポイント減の36%にまで急落し、与党・国民の力の支持率が10ポイント増の34%と尹大統領の戒厳連宣布前の水準に回復している。共に民主党が数の力を利用して韓悳洙大統領代行など政府高官の弾劾を繰り返すなど強引な対応を続けたことで、与野党間の対立を一層激しくさせ、「与党支持者の政権交代への危機感が高まった一方、共に民主党に対する中道、進歩層の期待が薄れた」と分析している。
1月から3月にかけて韓国の国内世論を激しく二分する世論闘争が起きた。デモやインターネットの書き込みやYouTubeの動画投稿が多くたたかわされた。

### 国際社会
- アメリカ合衆国 - アメリカ国家安全保障会議は状況を注視していると述べた[140]。また在韓米大使館は領事業務を中断し、韓国滞在中の自国民に対して警報を発令した[141]。
- 日本 - 内閣総理大臣の石破茂は「特段かつ重大な関心を持って注視している。できるかぎりの対応をとっており、引き続き万全を期していく。」と述べた[142]。また、韓国にいる日本人の被害情報はないとしつつ、「安全に万全を期す」と強調した[58]。また12月中旬に予定されていた超党派の日韓議員連盟（会長・菅義偉〈自民党副総裁・元首相〉）による訪韓は中止された[143]。
- 中華民国（台湾） - 総統府と行政院は、総統の頼清徳が潜在的な展開に継続的に警戒し、効果的な対応を確保するよう指示したと発表した[144][145]。戒厳令解除後の12月4日、駐韓国台北代表部（中国語版）は訪韓中の国民に対し、韓国社会と観光産業は通常通り運営されているが、旅行中の身の安全には依然として注意し、政治結社・集会・デモへの参加を避け、韓国政府の関連法令を遵守するよう呼びかけた[146]。与党民主進歩党のSNSアカウントは「戒厳令は大韓民国の自由民主憲法秩序を守るためのものだ」と投稿したが、この投稿は後に削除された[147]。この発言に対し野党の中国国民党・台湾民衆党は反発し批判や謝罪を要求した[148][149][150]。
- 中華人民共和国 - 駐韓中華人民共和国大使館（中国語版）は韓国在住の自国民に対して、「冷静さを保ち、政治の変化に注意を払う」よう呼びかけた。大使館は国民に対して「安全意識を高め、不必要な外出を減らし、政治的意見の表明は慎重に行う」よう求めた[151]。
- スウェーデン - 12月5日から7日まで予定されていた首相ウルフ・クリステションの訪韓が延期された[152]。
- 北朝鮮 - 非常戒厳の宣布にはじまる一連の混乱について、国内ではしばらく報じられなかった。12月11日になってようやく、戒厳によって社会不安が高まり、尹が傀儡・韓国の地を阿鼻叫喚にしたと国内メディアが報じている[153][154]。
- イタリア - アントニオ・タイヤーニ外相はNATOを通じて、北朝鮮に対し戒厳令に陥った韓国を刺激しないよう警告[155]。
- キルギス - 戒厳令発出当時、訪韓していたサディル・ジャパロフ大統領率いる代表団は4日までの滞在予定であったが、予定通りに帰国。キルギス外務省は韓国在住のキルギス人に対し、安全に行動し、抗議活動を含む集会に参加しないように呼びかけた[156]。